# فروشنده تاماله
فروشنده تاماله (انگلیسی: The Tamale Vendor) یک فیلم کوتاه کمدی به کارگردانی راسکو آرباکل است که در سال ۱۹۳۱ منتشر شد.

## گزیدهٔ بازیگران
- تام پاتریکولا
- چارلز یودلز